# Immedingi

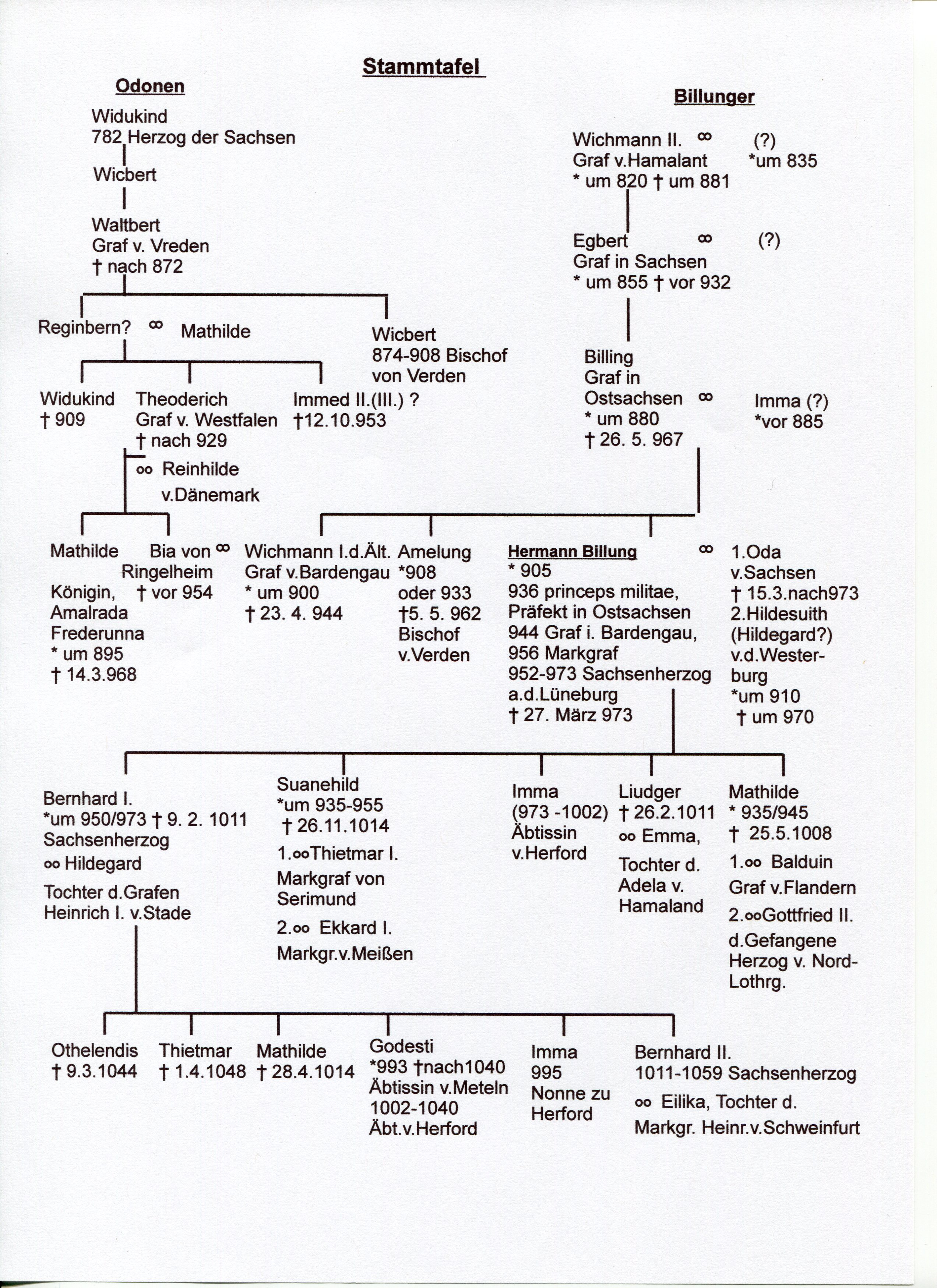
Albero genealogico degli Immedingi e dei Billunghi

Gli Immidingi (in tedesco Immedinger) erano una famiglia nobile della Sassonia medievale, discendente del leader sassone Vitichindo. Ipotesi moderne li ritengono discendenti del dux sassone Albione. Il membro più famoso fu santa Matilde († 968), regina consorte dei Franchi Orientali dopo aver spostato re Enrico I di Sassonia.
Erano importanti benefattori della chiesa nella Sassonia del X secolo, ed ebbe membri in essa come i figli di Immed IV, sant'Emma di Lesum e suo e Meinwerk (1009-1036), vescovo di Paderborn; la loro relazione con gli Immedingi è però contestata. La nonna di Matilde, Matilde I, fu badessa dell'abbazia di Herford. Intorno al 940 un conte di nome Immad della dinastia degli Immedingi fondò un convento di suore a Ringelheim in Ostfalia. La regina Matilda stessa alla morte di suo marito nel 936 fondò l'abbazia di Quedlinburg, dove fu anche sepolta.
Secondo la Res gestae saxonicae del cronista Vitichindo di Corvey, il padre di Matilda, il conte di Vestfalia Teodorico, era un discendente del dux Vitichindo. Una sorella di lei sposò il conte Wichmann il Vecchio della dinastia dei Billunghi. 
Un membro della stirpe fu il vescovo di Paderborn Meinwerk. 

## Albero genealogico
Albero genealogico non completo di una parte degli Immedingi. Una genealogia precisa non è stata tuttavia ancora definitivamente stabilita. Non si sa con esattezza se Wichmann I il Vecchio sposò Bia, Frederuna o Peretheid, anche se la teoria prevalente è che fosse Bia. Frederuna forse fu moglie Carlo III il Semplice, ma la cosa non è certa.
|                                                  |                                                  |                                           |                                           | | |                                                                                          |                                                                                          |                             |                             |           |           |
|                                                  |                                                  |                                           |                                           | Reginardo di Ringelheim ⚭ Matilda                                                                       | |                                                                                          |                                                                                          |                             |                             |           |           |
|                                                  |                                                  |                                           |                                           | | |                                                                                          |                                                                                          |                             |                             |           |           |
|                                                  |                                                  |                                           |                                           | | |                                                                                          |                                                                                          |                             |                             |           |           |
|                                                  | Vitichindo                                       | Vitichindo                                | Regibern                                  | Regibern                                                                                                | Teodorico di Ringelheim † 917 ⚭ Reinilde di Godefrid                                                    | Teodorico di Ringelheim † 917 ⚭ Reinilde di Godefrid                                     | Immed                                                                                    | Immed                       |                             |           |           |
|                                                  |                                                  |                                           |                                           | | |                                                                                          |                                                                                          |                             |                             |           |           |
|                                                  |                                                  |                                           |                                           | | |                                                                                          |                                                                                          |                             |                             |           |           |
|                                                  | Amalrada ⚭ Eberardo conte di Hamalant            | Amalrada ⚭ Eberardo conte di Hamalant     |                                           | Frederuna (identificazione incerta) ⚭ Carlo III il Semplice re dei Franchi Occidentali re di Lotaringia | Frederuna (identificazione incerta) ⚭ Carlo III il Semplice re dei Franchi Occidentali re di Lotaringia | Matilde di Ringelheim ⚭ Enrico I l'Uccellatore duca di Sassonia re dei Franchi Orientali | Matilde di Ringelheim ⚭ Enrico I l'Uccellatore duca di Sassonia re dei Franchi Orientali | Bia ⚭ Wichmann I il Vecchio | Bia ⚭ Wichmann I il Vecchio | Peretheid | Peretheid |
|                                                  |                                                  |                                           |                                           | | |                                                                                          |                                                                                          |                             |                             |           |           |
|                                                  |                                                  |                                           |                                           | | |                                                                                          |                                                                                          |                             |                             |           |           |
| Berengario di Cambrai vescovo di Cambrai 956-958 | Berengario di Cambrai vescovo di Cambrai 956-958 | Teodorico di Metz vescovo di Metz 965-984 | Teodorico di Metz vescovo di Metz 965-984 | Carolingi ·                                                                                             | Carolingi ·                                                                                             | Liudolfingi ·                                                                            | Liudolfingi ·                                                                            | Billunghi ·                 | Billunghi ·                 |           |           |